# Hecastocleidoideae
Hecastocleidoideae es una subfamilia monogenérica y específica de plantas arbustivas de la familia Asteraceae. Es una subfamilia insólita, pues se creó ad hoc, y recientemente, para una única especie que no entraba en ninguna de las preexistentes categorías taxonómicas infrafamilias.
Comprende, pues, una sola tribu (Hecastocleideae Panero & V.A.Funk, 2002), un solo género (Hecastocleis Gray, 1882) y una sola especie (Hecastocleis shockleyi Gray, 1882) endémica del sudoeste de Estados Unidos donde, aparentemente, no está en peligro ni amenazada. (Rounded Global Status Rank: G4).

## Descripción, distribución, hábitat y taxonomía
- Véase: Hecastocleis shockleyi